# Vass Márta
Vass Márta (Marcali, 1962. július 6. –) magyar ultramaratoni futó, tanár, a 100 km-es ultramaratoni futás Európa-bajnoka.

## Ultramaraton
Magyarország első nemzetközileg jegyzett 100 kilométeres specialistája. Már első nemzetközi szereplésén, az 1988-ban Santanderben rendezett 100 km-es világbajnokságon második helyet szerzett 7 óra 56 perces idejével.
Pályafutása során többször megjavította a nemzeti csúcsot, legjobb eredményét (7:34:54, Deutsch-Wagram, 1990) még húsz év viszonylatában is a legjobbak között tartják számon. 1991-ben a 100 km-es futás királynőjévé koronázták az előző évi IAU ranglistaeredményei alapján. (Török Ferenc 1991)

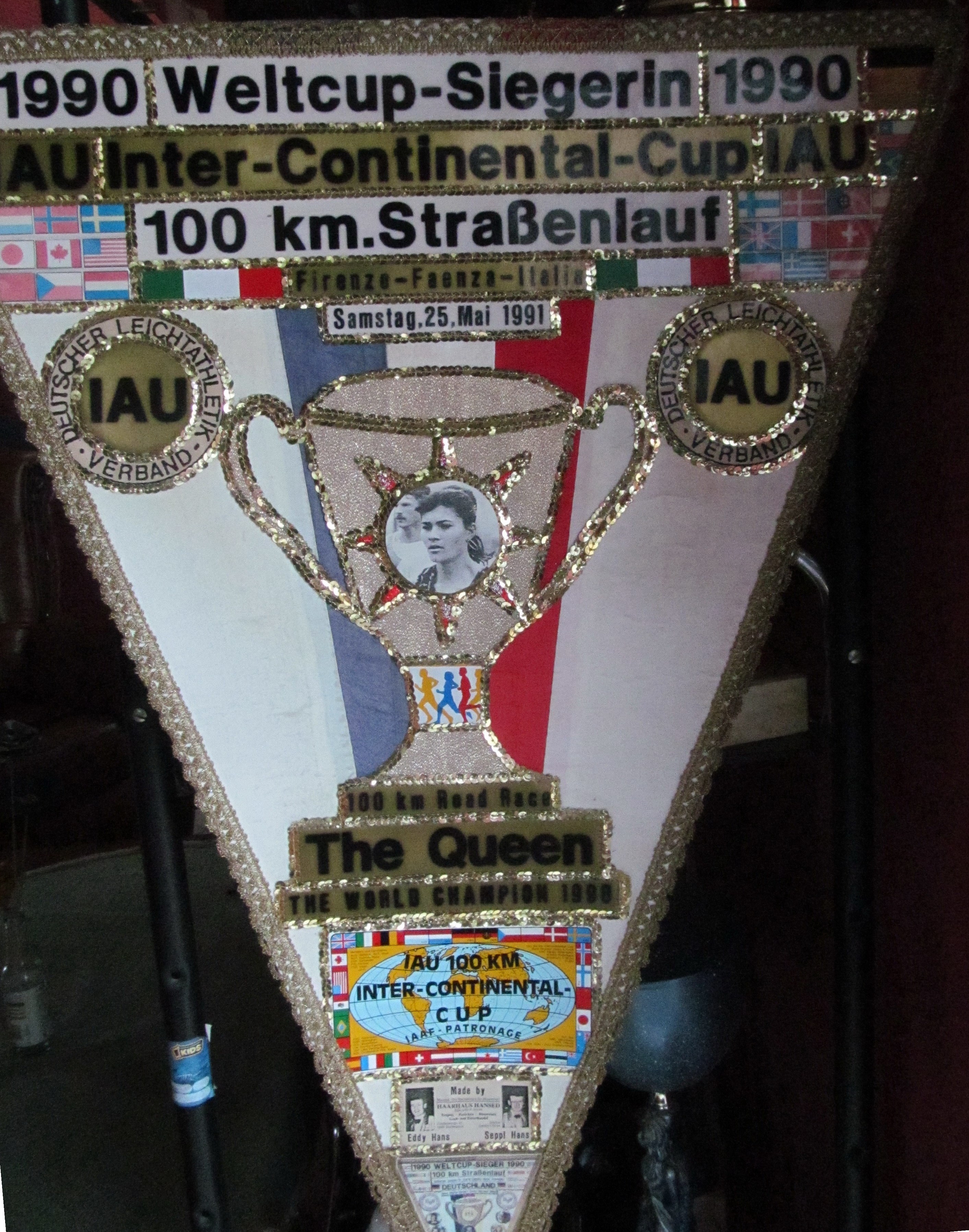
Vass Márta, a 100 km-es futás királynője

Győzelmeinek hosszú listáján kívül, kimagasló teljesítményét az 1993-ban szerzett egyéni Európa-bajnoki címe és a csapatban (Bozán Ágnessel és Bontovics Tímeával) elért második helyezése (Winschoten), valamint a világbajnoki ezüstérmei (Santander 1988; Palamos 1992) és bronzérmei (Duluth 1990, Faenza 1991) fémjelzik.
A Dél-Afrikában rendezett, kegyetlen emelkedésű Comrades Marathonon 1994-ben a két nagy orosz, Valentyina Liakhova (Валентина Васильевна Ляхова) és Valentynina Satyajeva (Валентина Николаевна Шатяева)  mögött nagy küzdelemben harmadikként ért célba.
Öt alkalommal nyerte a nagy múltú éjszakai 100 km-es Nacht van Vlaanderen elnevezésű versenyt Belgiumban. (1989, 1990, 1992, 1993). Négyszer győzött Közép-Európa legnagyobb presztízsű, öt szakaszból álló versenyén, az összesen közel 340 km-es távú Bécs - Budapest Szupermaratonon 1990 és 1993 között.

## Tanítás
Matematikát  tanít egy fővárosi középiskolában. Budapesten él férjével, Pék Györggyel, (volt NB-s kézilabdás, játékvezető) és lányával, Eszterrel.

## Kitüntetései
- 2010 : Ultrafutó Életmű Díj (Ujj Zoltán UMSZ elnök javaslata alapján)
- 2016 : A Magyar Ultrafutás Dicsőségcsarnoka